# Pookholma
Pookholma är en ö i Finland. Den ligger i sjön Inhottujärvi och i kommunen Björneborg i den ekonomiska regionen  Björneborgs ekonomiska region  och landskapet Satakunta, i den sydvästra delen av landet, 220 km nordväst om huvudstaden Helsingfors. Öns area är 2,5 hektar och dess största längd är 300 meter i öst-västlig riktning.